# Gata Infernal
Gata Infernal (Hellcat en inglés), Patricia Walker, es una superheroína ficticia que aparece en los cómics estadounidenses publicados por Marvel Comics, interpretada por Rachel Taylor desde el 2015. Comenzó siendo una actriz en una serie juvenil romántica y de comedia y después de convertirse en heroína se integró a grupos como los Vengadores y los Defensores.
Creada por Stuart Little y Ruth Atkinson, Patsy Walker apareció por primera vez en la revista Miss America # 2 (noviembre de 1944), publicada por el precursor de Marvel, Timely Comics, y se convirtió en Hellcat en The Avengers # 144 (febrero de 1976).
Rachael Taylor interpretó una versión del personaje llamado Trish Walker en la serie de televisión Jessica Jones (2015-2019), haciendo un cameo en Luke Cage (2016-2018) y The Defenders (2017), ambientada en el Universo cinematográfico de Marvel (UCM); A diferencia de los cómics, tomando el lugar de Carol Danvers en la adaptación de Alias, esta versión de Walker apareció en la tercera temporada de Jessica Jones.

## Historial de publicaciones

### Heroína de humor adolescente
Creado por el escritor Stuart Little y la artista Ruth Atkinson, Patsy Walker apareció por primera vez en Miss America Magazine # 2 (con fecha de portada en noviembre de 1944), publicada por el precursor de Marvel Timely Comics. La pelirroja Patsy Walker, sus padres Stanley y Betty, su novio Robert "Buzz" Baxter, y su amigable rival de cabello negro Hedy Wolfe aparecieron desde 1940 hasta 1967 en temas de Miss América, Teen Comics, Girls 'Life y el homónimo serie de adolescente-humor Patsy Walker, así como en los spin-offs Patsy y Hedy, Patsy and Her Pals, y en el número único A Date with Patsy. Como testimonio de su tranquila popularidad, Patsy Walker (junto con Millie the Model y Kid Colt, Outlaw) fue uno de los pocos títulos publicados continuamente por Marvel desde la Edad de oro de las historietas de los años 40, a través de la versión de Marvel de los años 50 como Atlas Comics, y en la década de 1960 de la Edad de plata de las historietas.

### Gata Infernal
La característica Bestia en Amazing Adventures vol. 2 # 13 (julio de 1972) introdujo el concepto de Walker como un superhéroe. El escritor Steve Englehart recordó que el cameo de Walker en Fantastic Four Annual # 3 tenía:

"llamó la atención de mi fan al incluirla en el Universo Marvel.... Pensé que sería genial traerla como un personaje real, con cosas que hacer. Parte de mi 'entrenamiento' como escritor de Marvel fue escribir historias románticas y Oestes, pero Patsy [Walker] ya no existía como cómic cuando llegué allí... Aun así, como fanático, había coleccionado todo Marvel, incluidos Patsy Walker y Patsy and Hedy ...así que los conocí como personajes..."

## Historia
Después de crecer en los suburbios de Centreville, graduarse de la secundaria y casarse con el novio de la escuela secundaria Robert "Buzz" Baxter, Patsy Walker se convierte en asistente del científico Hank McCoy, el superhéroe mutante Bestia, que en ese momento estaba en receso de los X-Men. Alejado de su marido, ahora coronel de la Fuerza Aérea de EE. UU., Walker se hace amiga de McCoy, y, con el deseo de convertirse en una superheroína, acompañó a McCoy en una aventura con el equipo de superhéroes, Los Vengadores. Ella adopta un disfraz que realza la capacidad que anteriormente pertenecía a Greer Grant Nelson, el antiguo gato aventurero enmascarado, y Walker toma el nombre de Gata Infernal.
Después de haber usado sus habilidades atléticas naturales y sus buenos instintos para rescatar a los Vengadores, se le ofrece a Walker la membresía en el equipo. La aventurera cósmica Dragón Lunar, la persuade para que decline y en su lugar acompaña a Dragón Lunar a la luna de Saturno, Titán, para entrenar en habilidades psíquicas y artes marciales avanzadas. El entrenamiento de Walker se abrevia cuando ella regresa a la Tierra para ayudar al héroe sobrenatural Doctor Strange, y luego se une al equipo de superhéroe los Defensores. Dragón Lunar revoca sus habilidades psíquicas, citando el uso ineficaz de Walker de ellas como la causa.
Ella se encuentra con su futuro esposo Daimon Hellstrom, el Hijo de Satanás, durante el curso de la aventura de sus Defensores. Después de saber que su madre le había prometido su alma a Satanás, y el Diablo le mintió brevemente que él era su padre, Walker se reúne con su verdadero padre y se casa con Hellstrom. Los dos luego se retiran de los superhéroes. Finalmente, la herencia demoníaca de Hellstrom tomó posesión de él y volvió loco a Walker. Institucionalizada, ella fue llevada al suicidio por el ser de otro mundo Deathurge.
Atrapado en el infierno, el espíritu de Walker se usa en una serie de escenarios de combate tipo gladiadores. Allí, ella aprende a desarrollar y usar sus poderes psíquicos. Hellstrom engaña al arquero superhéroe Hawkeye para que devuelva su espíritu a la Tierra; Hawkeye cree que está recuperando a su esposa presuntamente muerta, Pájaro Burlón, del reino del señor demoníaco Mephisto. Resucitada y de vuelta a la Tierra, Walker retiene los poderes que desarrolló en el Infierno. Ahora capaz de manifestar un disfraz a voluntad, Walker adopta una versión invertida del disfraz de Gato, con un traje de gato azul y una capucha con guantes y botas amarillas. Con este nuevo disfraz, y una vez más un miembro de los Defensores, Hellcat se enfoca en combatir lo ocultomales, notablemente Nicholas Scratch, que se había basado en su ciudad natal de Centerville, y el gobernante del otro dimensional Dormammu.
Durante la historia de Civil War, Gata Infernal voluntariamente se registra. Ella sirve como uno de los instructores de los jóvenes superhéroes en Camp Hammond. Luego fue asignada como superhéroe oficial de la Iniciativa Estatal Avengers 50 para Alaska, pero finalmente regresó a la ciudad de Nueva York. Gata Infernal desarrolla y mantiene una profunda amistad con los superhéroes Firestar, Black Cat y Monica Rambeau. Parte de esto es su apoyo a Firestar, quien desarrolla y luego sobrevive el cáncer de mama.
Gata Infernal se ve más tarde con She-Hulk y enfrenta problemas personales. Después de una noche de mucha bebida y diversión, Gata Infernal y She-Hulk invaden un almacén que A.I.M. estaba usando como escondite y derrotan a dos agentes con trajes de alta tecnología. She-Hulk luego contrata a Gata Infernal como su investigadora privada para ayudar con su situación económica. Luego ayuda a She-Hulk a proteger a Kristoff Vernard, el hijo del Doctor Doom, que intentaba desertar a los EE. UU. Luego se la vio hablando con Tigra sobre un caso relacionado con una demanda, pero termina peleándose con ella cuando menciona el nombre del demandante, George Saywitz. Después de recuperarse en un hospital, ella ayuda a She-Hulk y Hank Pym en una misión de recuperación para salvar a Reza, el socio del inventor Rufus Randall, para resolver una disputa entre ellos por un dispositivo conocido como el Shrinko, que planeaban vender a Pym. Más tarde terminan ayudando a Steve Rogers, el Capitán América original, con una demanda que involucra un asesinato que ocurrió en 1940.
Como parte de All-New, All-Different Marvel, She-Hulk eventualmente no puede permitirse a Gata Infernal como investigadora y despide a su amiga, lo que también obliga a Walker a mudarse del edificio de oficinas de Walters (el mismo lugar donde trabaja Howard el pato). Walker se muda al apartamento de Ian en Brooklyn, un Inhumano a quien conoció cuando usó sus poderes para robar de un camión blindado. Ian consigue un trabajo con el viejo amigo de Walker, Tom Hale (conocido como "Tubs" en los cómics románticos) y la inspira a abrir una agencia de trabajo para otras personas con superpoderes. Walker también descubre que su viejo rival Hedy Wolfe ha republicado el cómics de Patsy Walker (obtuvo los derechos de Dorothy, la difunta madre de Walker), para su disgusto, especialmente dada la nostalgia que los hizo exitosos. Con la ayuda de She-Hulk y Jessica Jones, Walker recupera los derechos al demostrar que Dorothy estaba sedada y, por lo tanto, no con plena capacidad mental cuando firmó los cómics con Hedy, convirtiéndolo en un contrato nulo.
Durante la historia de Civil War II, Patsy Walker oye sobre lo que le sucedió a She-Hulk. Miss América permite que Patsy Walker visite a She-Hulk que está en coma en el Triskelion. Después de la visita, Patsy Walker le cuenta a Howard el Pato y los otros inquilinos sobre la condición actual de She-Hulk, y traslada sus oficinas a donde Jennifer operaba como abogada.
Luego, Hedy engaña a los exmaridos de Patsy Mad-Dog y Daimon Hellstrom para que pelearan contra ella. Daimon envía a Patsy a una dimensión gobernada por el demonio Belial, que trata de traer a Gata Infernal a su lado. Patsy luego se enfrenta a su antigua amiga Black Cat, ahora liderando una pandilla de criminales. Patsy repentinamente se resfría y hace que altere la realidad cuando estornuda. Después de varios desastres, Patsy accidentalmente hace desaparecer un edificio. Hedy luego llama a Patsy y revela que está saliendo con el demonio Belial, quien ayuda a Patsy a superar su dolor por She-Hulk y la cura del frío. Patsy recibe un cheque por una gran cantidad de dinero de She-Hulk y lleva a Ian, Tom y Júbilo al centro comercial. Mientras hacen las compras, se encuentran con dos adolescentes, que simulan ser supervillanos, que se revelan como las más grandes fanáticas de Patsy. Ian luego se da cuenta de que las chicas se quieren y resuelve su disputa. Después de eso, Patsy expresa alegría de cómo su vida ha cambiado.

## Poderes y habilidades
Gata Infernal puede sentir los fenómenos místicos o aquellos elementos o personas tocadas por la energía mística. Ella puede usar un campo de fuerza que desvía los ataques místicos y puede invocar su disfraz a voluntad. Ella también posee garras retráctiles y ganchos de agarre en sus muñecas. Patsy es también una artista y gimnasta marcial bien entrenada, ya que fue enseñada por el Capitán América, la Bestia y el Dragón Lunar.

## Otras versiones

### Ultimate Marvel
Patsy Walker ha aparecido en la huella Multiverse Ultimate Marvel de Marvel Comics. En Ultimate Spider-Man, primero aparece como portavoz de una firma de seguridad (n. ° 11), luego como modelo de traje de baño para la revista Maxim (n. ° 14), presentadora de un programa de entrevistas, presentando una biografía de Doctor Strange (n. ° 70), y finalmente entrevistando a Norman Osborn (# 113). Además, ella apareció en Ultimate Marvel Team-up, presentando un video instructivo para el Edificio Baxter, aunque este tema no es necesariamente canónico. Patsy asume su identidad de Gata Infernal en Ultimates y fue un miembro fundador de los Defensores nefastos. Además, Kitty Pryde ha construido (dentro de las páginas de Ultimate Spider-Man) un traje visualmente similar al 616 Gata Infernal, que difiere en el color y el diseño de la máscara solamente. Walker aparece más tarde en Ultimate Comics: New Ultimates, aparentemente alimentado desde una misteriosa fuente.

### Heroes Reborn
En el universo Heroes Reborn, Gata Infernal aparece como un miembro de los Vengadores. Esta versión del personaje tiene un aspecto más bestial, "werecat", similar a Tigra. Envidioso de la belleza de Bruja Escarlata, ella es manipulada por Loki para ponerse del lado de Hawkeye contra el resto del equipo. Patsy toma posesión del cuerpo de Bruja Escarlata, pero muere después de que Agatha Harkness expulsa su esencia por la fuerza.

## En otros medios

### Televisión
Patricia "Trish" Walker aparece en la serie de Netflix Jessica Jones, la cual forma parte del Universo cinematográfico de Marvel, interpretada por la actriz Rachael Taylor como una adulta y por Catherine Blade cuando era una adolescente. 
- Trish es la líder secundaria en la temporada 1 de Jessica Jones. Es una ex estrella infantil de la serie de televisión It's Patsy y es la hermana adoptiva de Jessica Jones,[39] y la hija de Dorothy Walker. Deseando su propio conjunto de poderes para convertirse en una heroína por derecho propio, Trish finalmente obtiene superpoderes al final de la segunda temporada, cuando se ofrece como voluntaria para dejar que Karl Malus experimenta en ella, casi matándola en el proceso. Aparentemente desarrolla una fuerza sobrehumana mejorada, resistencia, agilidad, equilibrio y reflejos, así como garras afiladas y visión mejorada. También se revela que entre los eventos de la segunda y la tercera temporada, Trish comenzó a entrenarse excesivamente y usó sus nuevas habilidades para convertirse en competente en acrobacia y gimnasia, y también buscó desarrollar habilidades de investigación como Jessica. En un momento dado, mientras probaba diferentes disfraces, Trish se prueba un leotardo amarillo con un cinturón azul marino alrededor de la cintura y una máscara negra, que recuerda el traje que usó Hellcat en los cómics, a lo que ella responde: "Oh, demonios, no”. A lo largo de la tercera temporada de Jessica Jones, Trish pasa de ser una heroína vigilante a una villana. Después de que su madre sea asesinada por el asesino en serie Gregory Sallinger, inspirado por el personaje Foolkiller, Trish se rinde a su ira y comienza a atacar brutalmente, luego de asesinar, a las personas que ella considera malvadas, creyendo que es su deber hacer que el mundo sea mejor, matándolos. Esto, en última instancia, la pone en desacuerdo con Jessica y, al final, Jessica se ve obligada a detenerla y entregarla a las autoridades. Después de que ella sea detenida, finalmente entiende que es ella quien se ha convertido en la villana. Trish es vista por última vez siendo escoltada en un helicóptero, presumiblemente destinada a La Balsa, una prisión para personas con superpoderes que son una amenaza para la sociedad.
- Trish tiene una breve aparición en Luke Cage durante el episodio de la primera temporada "Suckas Need Bodyguards", respondiendo a las llamadas de los oyentes de su programa de radio Trish Talk.[40]
- Trish es además un personaje recurrente en Los Defensores.[41] Después de la primera temporada de Jessica Jones, aparece expresando preocupación por cómo Jessica no está tratando la muerte de Kilgrave como un triunfo importante. Después de un terremoto artificial desencadenado por las rocas de La Mano en la ciudad, Trish trata de informar sobre lo que pasó sólo para ser silenciada por sus jefes, quienes tienen la intención de cubrir las cosas. Más tarde, cuando La Mano comienza a ir tras los héroes y sus seres queridos, el subordinado de Alexandra Murakami trata de matar a Trish, pero Jessica y Daredevil logran expulsarlo. Mientras se aloja con Malcolm en el recinto de Misty Knight, Trish forma un vínculo con la reportera del New York Bulletin Karen Page, ya que se conectan a través de sus relaciones con Jessica y Matt, respectivamente.

### Videojuegos
- Gata Infernal aparece en varias cartas en Marvel: War of Heroes.
- Gata Infernal aparece en Lego Marvel's Avengers.[42]
- Gata Infernal fue el héroe de la recompensa de la temporada 28 de PVP en Marvel: Avengers Alliance.
- Gata Infernal estuvo disponible para reclutar durante el evento Hell's Kitchen en Marvel Avengers Academy,[43] con la voz de Charlotte Ann.[44]
- Gata Infernal es un personaje jugable en Marvel: Future Fight.[45]